# 28-я улица (линия Бродвея, Би-эм-ти)
|   |     |     |     |     |   |
| · | · л | · э | · э | · л | · |

|   |     |     |     |     |   |
| · | · л | · э | · э | · л | · |

«28-я улица» (англ. 28th Street) — станция Нью-Йоркского метрополитена, расположенная на линии Бродвея, Би-эм-ти. Станция находится в Манхэттене, во Флэтайронском квартале, на пересечении Бродвея с 28-й улицей. На станции останавливаются маршруты: N (ночью и в выходные), Q (ночью), R (круглосуточно, кроме ночи) и W (в будни днём и вечером до 23:00). Станцию проходят без остановки маршруты N (в будни днём и вечером) и Q (круглосуточно, кроме ночи).
Станция представлена двумя боковыми платформами, расположенными на четырёхпутном участке линии. Название станции представлено как в виде мозаики на стенах, так и в виде стандартных чёрных табличек на колоннах. Лифтами не оборудована. Станция отреставрирована в 2001 году.
Станция имеет единственный выход — к перекрёстку Бродвея с 28-й улицей. Турникеты расположены прямо на платформах, вследствие чего бесплатно перейти с одной платформу на другую невозможно. Платформа для поездов на Бруклин имеет выходы к западным углам перекрёстка; для поездов на Квинс — к восточным.